# Franz John
Franz Adolf Louis John (Pritzwalk, 28. rujna 1872. – Berlin, 17. studenog 1952.) bio je njemački fotograf. Poznat je kao jedan od osnivača nogometnog kluba FC Bayern Münchena i kao njegov predsjednik od 1900. do 1903.
Rođen u Pritzwalku, s roditeljima se preselio u Berlin i igrao u klubu VfB Pankow, gdje je upoznao kasnijeg tajnika njemačkog nogometnog saveza (DFB), Gustava Manninga. Kad je postao članom MTV 1879 Münchena, lupski je komitet zahtijevao osnivanje kluba koji bi se pridružio sjevernonjemačkim klubovima. Tako su 27. veljače 1900. u restoranu Gisela osnovali Münchner Fußball-Club Bayern i postavili Johna za predsjednika. Klub je brzo postao jedan od najjači među njemačkim klubovima, kojeg je John napustio 1903. godine. Nasljedio ga je Nizozemac Willem Hesselink. Vratio se u Pankow i tamnošnji klub, a kasnije 20-ih godina prošlog stoljeća postao je počasnim predsjednikom Bayern Münchena iako nije imao kontakte s njima; dok je 1936. nagrađen od kluba zlatnom iglom. Franz John preminuo je 17. studenog 1952. u Pankowu u Berlinu i nije imao nasljednika. Novinar Joachim Rechenberg je tražio njegov grob u Fürstenwaldeu, a Bayern München je na svoju 100 obljetnicu 2000. godine donirao grobnicu u sjećanje na Franza Johna.

## Vanjske poveznice
- Prignitzlexikon - Službena biografija Franza Johna  Arhivirana inačica izvorne stranice od 23. studenoga 2007. (Wayback Machine)